# Oedignatha coriacea
Oedignatha coriacea is een spinnensoort uit de familie van de bodemzakspinnen (Liocranidae).
De wetenschappelijke naam van de soort werd in 1897 gepubliceerd door Eugène Simon.